# Sunped
Sunped é uma vila no distrito de Faridabad, em Haryana, na Índia, onde em 2015 duas crianças foram queimadas vivas do elenco de Dalit. Os políticos fizeram com que o caso gerasse grande repercussão. Depois de se culparem mutuamente, o caso foi entregue ao CBI por CM Manohar Lal Khattar. O líder do Congresso Nacional de Rahul Gandhi visitou a aldeia.